# Josep Olivella i Astals
Josep Olivella i Astals (Sabadell, 24 de desembre de 1896 - 22 d'octubre de 1981) fou un músic, compositor i mestre de música català.

## Biografia
Va rebre les primeres lliçons de solfeig a l'escolania de la parròquia de la Puríssima, amb Àngel Rodamilans. Més endavant entrà a l'Escola Municipal de Música –on fou deixeble de Josep Masllovet– i a l'Orfeó de Sabadell, del qual arribà a ser subdirector i mestre auxiliar. Va ser director de diverses corals (La Industrial, El Vallès, El Ciervo, Centre Sabadellès Gelats, Societat Coral Glòria Sentmenatenca, la Nova Estrella, El Lliri, l'Aliança de Ripollet) i un dels gestors de l'Agrupació Lírica Sabadellenca, i va compondre sardanes i peces per a coral. Va fundar diversos conjunts musicals, un que amenitzava les sessions de cinema al Teatre Cervantes i un altre –l'Orquestrina Mickey's– que actuava al ball dels diumenges al Casinet. El 1961 va rebre la Medalla al Mèrit Claverià, atorgada per la Federació de Cors de Clavé per la seva tasca de promoció de l'obra claveriana.
Josep Olivella inicià una nissaga amb una estreta relació amb la música, començant pel seu fill, Francesc Olivella i Company –director de les corals L'Estrella Daurada, Talia i Orfeó de Sabadell–, nets i besnets. El 18 d'abril de 1983 Sabadell li dedicà una plaça al barri de la Creu Alta.